# Paula Ginzo Arantes
Paula Ginzo Arantes (Santoña, Cantàbria, 16 de febrer de 1998) és una jugadora de bàsquet espanyola.
Pívot, començà a practicar el bàsquet al club Carmelitas Vedruna d'Ourense i, posteriorment, es formà esportivament al Segle XX de la Lliga femenina 2. La temporada 2017-18 debutà a la Lliga Femenina amb el Movistar Estudiantes. També ha jugat amb el Nissan Al-Qázeres (2017-19), Lointek Gernika (2020-22) i l'Ensino Lugo (2022-23), amb el qual guanyà una Copa Galícia. La temporada 2023-24 fitxà pel Barça Santfeliuenc i, després d'aconseguir-hi la permanència a la Primera Divisió, fitxà pel Valencia Basket l'abril de 2024 amb el qual ha guanyat la Lliga (2023-24). Internacional amb la selecció espanyola en categories inferiors, guanyà un Campionat d'Europa sub-16 (2013), un de sub-18 (2015) i dos de sub-20 (2017, 2018). Amb la selecció absoluta debutà internacionalment el 2018 i ha participat a dos Campionats d'Europa (2021 i 2023), destacant la medalla d'argent aconseguida el 2023.